# Giovanni Michele Graneri
Giovanni Michele Graneri (Turin, 1708-Turín, 1762) fue un pintor de escenas de género o bamboccianti. Fue discípulo  de Domenico Olivieri.

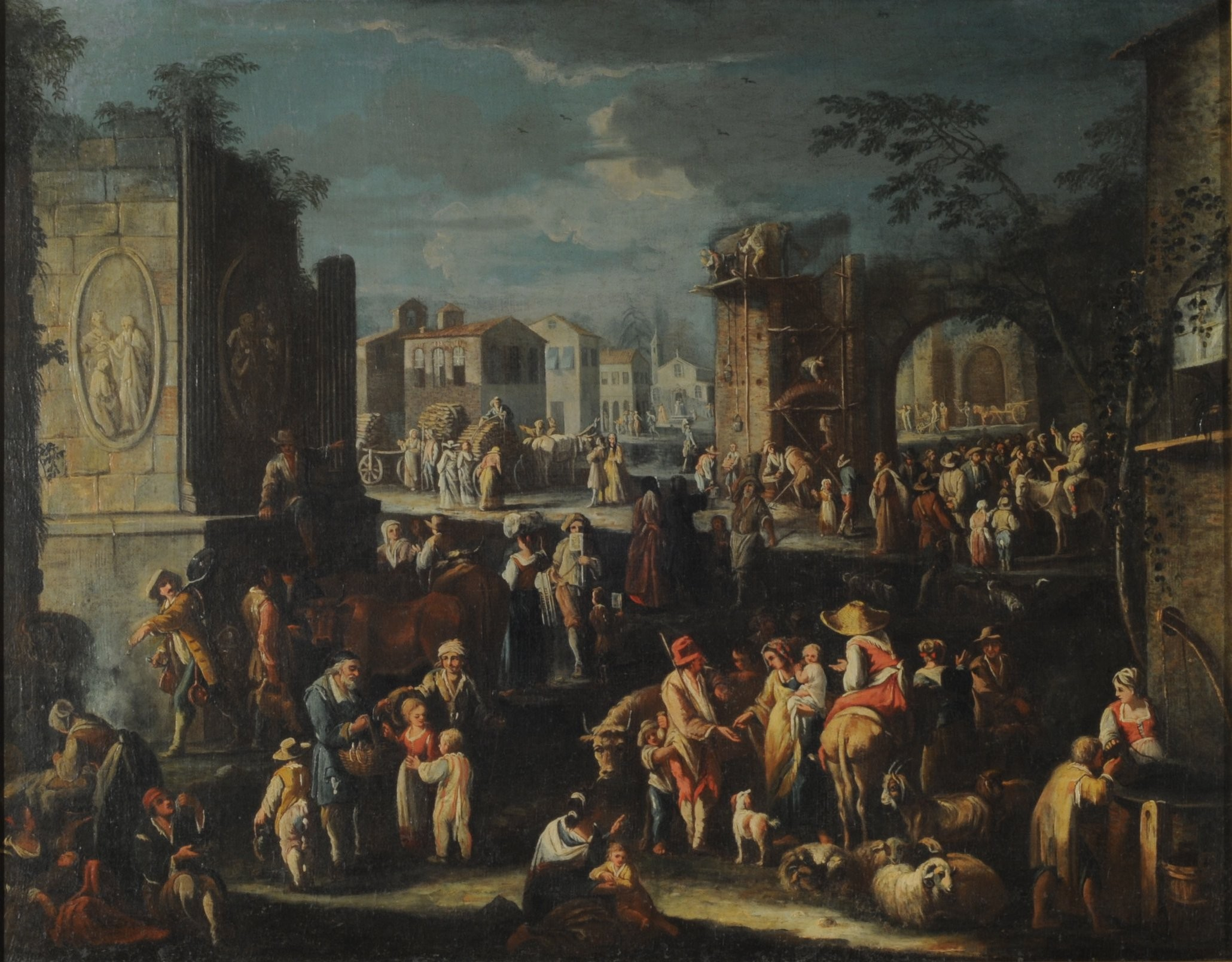
Ferias italianas - Giovanni Michele Graneri

Entre sus trabajos figura el Dibujo de Lotería  en Piazza del Erbe. Esta pintura muestra un mercado lleno, tal como su Mercado en Piazza San Carlo